# Joseph Bonomi il Giovane
Joseph Bonomi (Londra, 9 ottobre 1796 – Wimbledon, 3 marzo 1878) è stato uno scultore, disegnatore ed egittologo inglese, di origine italiana.

## Biografia

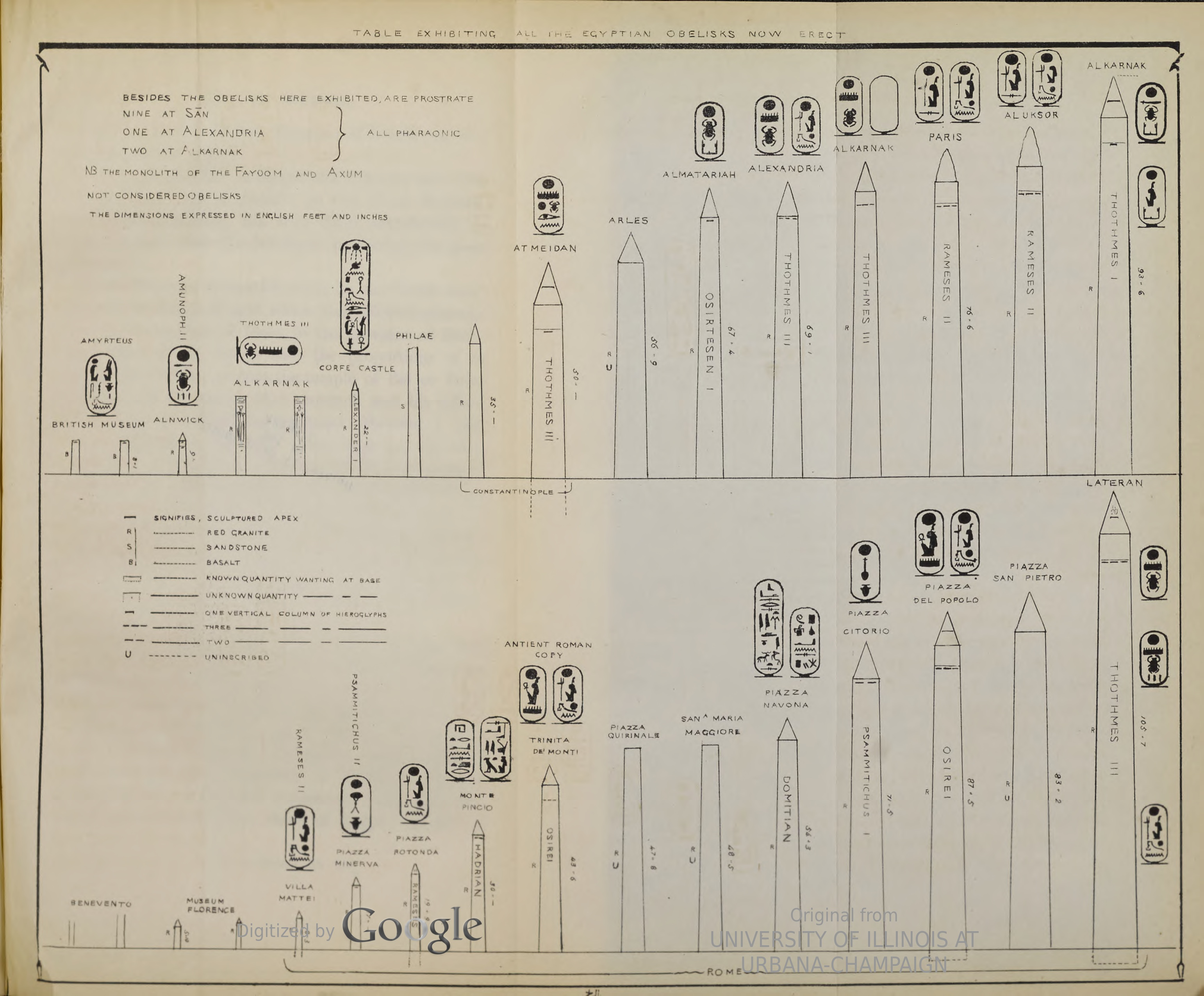
Tavola comparativa di alcuni obelischi egizi rilevati da Bonomi

Era figlio dell'architetto neoclassico Joseph Bonomi il Vecchio e la prima formazione avvenne all'interno dell'ambiente familiare; anche il fratello Ignazio Bonomi divenne un architetto. Studiò come scultore alla Royal Academy Schools. A questo periodo appartiene la sua produzione scultorea, che nel proseguo della sua vita non ebbe molto sviluppo.
Nel 1822 andò a completare la sua formazione artistica a Roma. Dopo diversi mesi di studio, a corto di soldi, accettò di accompagnare Robert Hay prima in Egitto, dal 1824 al 1826, con il compito di riprodurre decorazioni delle tombe e bassorilievi. al 1826, come membro della spedizione di Robert Hay, Bonomi vide numerose antichità. Visitò Abu Simbel, Kalabsha, Philae e Tebe.
Dopo la rottura con Hay rimase in Egitto. Al Cairo nel 1827-1828 curò le illustrazioni dell'Excerpta hieroglyphica di James Burton. Nel 1832,ritornò con Hay ad Asyut. Nel 1834 intraprese delle visite in Siria e Palestina, con Francis Arundale e Frederick Catherwood. Nel 1839 preparò le illustrazioni per "Manners and Customs of the Ancient Egyptians" di John Gardner Wilkinson. Dal 1842 al 1844 fu membro della spedizione di Karl Richard Lepsius .
Ritornò in Inghilterra nel 1844, si sposò e si stabilì a Londra. Sfruttando la sua esperienza sul campo si occupò della catalogazione e dell'illustrazione di numerose collezioni egizie (tra cui quella di Samuel Birch) e collaborò all'organizzazione di mostre dedicate alla collezione egizia del British Museum di Londra.
Nel 1861 ottenne la carica di curatore del Soane Museum. 
Pubblicò alcuni volumi, tra cui "Ninive e i suoi palazzi" (1852- ristampa 2003), illustrate con disegni propri.
Della sua permanenza a Roma, in Egitto e in Mesopotamia rimangono oltre cinquecento tra disegni, acquerelli, schizzi.